# مسيحية سلمية

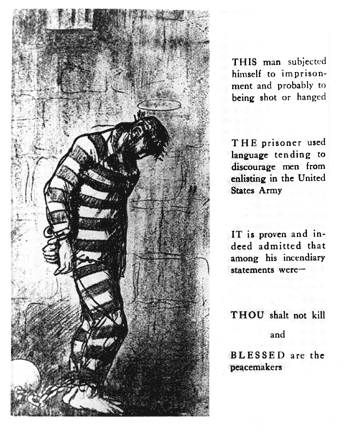
صورة للسلمي جورج بيلوس في سنة 1917

مسيحية سلمية هي نظرة لاهوتية وأخلاقية مسيحية على العنف الغير المتوافقة مع الإيمان المسيحي، ويدعون إلى دولة مسيحية سلمية والتي تستمد أخلاقها من يسوع والتي قالها في موعظة الجبل. كان من أبرز المؤمنين بهذه الفكرة هُم مارتن لوثر كينغ وليو تولستوي وأمون هيناسي هذه الفلسفة تشبة نوعاُ ما اللاسلطوية. وقد أنشأت عدة كنائس سلمية.
يقول عدد من المؤرخين أنه تاريخيًا إمتلكت المسيحية تقليدًا طويلاً مع معارضة العنف، لعلّ كتابات آباء الكنيسة أبرز تجلياته، فكتب أوريجانوس: «لا يمكن أبدا أن يذبح المسيحيين أعدائهم، حتى لو كان أكثر الملوك والحكام والشعوب اضطهادًا لهم، وكان ذلك سببًا لزيادة في عدد وقوة المسيحيين». وكتب إكليمندس الإسكندري: «قبل كل شيء، لا يسمح للمسيحيين في استعمال العنف». كما جادل ترتليان بقوة ضد كل أشكال العنف، معتبرًا الإجهاض والحرب والعقوبات القضائية حتى الموت شكل من أشكال القتل. وتعتبر هذه المواقف لثلاثة من آباء الكنيسة والتي تتمسك بها اليوم كل من الكنيسة الكاثوليكية والأرثوذكسية. وقد نشأت في الوقت الحاضر عدة كنائس مسيحية دعيت باسم كنائس اللاعنف، وتدعو إلى الاعتراض الضميري على الخدمة العسكرية، جزء أساسي من الإيمان.
في القرن العشرين تبنّى مارتن لوثر كنغ أفكار غاندي اللاعنفية وكيفها في لاهوت الكنيسة المعمدانية وسياستها، كما برزت العديد من الجمعيات والحركات المسيحيّة النسويّة في مجال مناهضة العنف ضد المرأة.

## الجذور

### العهد القديم
يمكن تتبّع جذور المسيحية السلمية في نصوص الكتب المقدسة للعهد القديم، وفقًا لما ذكره أستاذ علوم الدين بجامعة بايلور، جون إيه وود. يشرح ميلرد سي ليند لاهوت الحرب في إسرائيل القديمة بأن الربّ قد أمر بني إسرائيل بالإيمان به، وألّا يتبنّوا أساليب الأمم المتحاربة، وأن يسعوا إلى إقامة السلم وليس سلطة الإكراه. يرى ستيفن بي تشابمان أن العهد القديم يقدّم فكرة أنّ التدخل الإلهي، وليس سياسات السلطوية البشرية، أو الملوك المتحاربين، هي مفتاح الحفاظ على إسرائيل. يؤكد ليند أن العهد القديم يبعث رسالةً مفادها أن الربّ يُجيز أحيانًا، بل ويأمر بشن الحروب لدرجة أنه ينخرط في القتال فعليًا بتسخير قوى الطبيعة، أو الأعمال الخارِقة، أو الأمم الأخرى. ويرى ليند كذلك بأن الربّ يحارب لكيلا يضطر بنو إسرائيل إلى خوض حروب مثل غيرهم من الأمم، لأن الربّ مُخلِّصهم. وعد الربّ أن يقاتل من أجل إسرائيل، وأن يكون عدوًا لأعدائهم، وأن يصدّ كل من يعارضهم (سفر الخروج 23:22). يوضّح داعية السلميّة جون هوارد يودر كيف أن دعْم الربّ وتوجيهه لشعبه لم يكن عبر سياسة القوة، إنمّا من خلال القوة الخلّاقة لكلمة الربّ، والبلاغ من خلال شريعته وأنبيائه. تقدم الكتب المقدسة في العهد القديم خلفيةً عن الانتصار الرباني العظيم على الشر، والخطيئة، والموت. يؤكد ستيفن فانتاسل أن الهدف من العهد القديم يتمثّل في وضع مسألة الحرب والقتل في سياق تاريخي وإطار ظرفيّ.
ففي جميع أجزاء العهد القديم، ثمة حركة تدفع في اتجاه الحرب. يشدد ستيفن بي تشابمان، الأستاذ المشارك في علوم العهد القديم بجامعة ديوك، يشدد على أن الربّ لجأ إلى الحرب لغزو أرض الميعاد وتقديمها لبني إسرائيل، ثم للدفاع عن تلك الأرض. يوضّح العهد القديم أنه لا يضطر بنو إسرائيل لخوض حروب كغيرهم من الأمم، لأن الربّ منجّيهم. ابتداءً بالخروج من مصر، يقاتل الربّ من أجل إسرائيل، كمحارب ينقذ شعبه من المصريين الظالمين (سفر الخروج 15:3). في سفر الخروج 14:13، يُخبر موسى الإسرائيليين، «الربُّ يُقاتِل عنكم، وأنتم تصمُتون». وتُعتبر معجزة شقّ البحر الأحمر مثالًا عن عمل الربّ مقاتلًا في سبيل بني إسرائيل، من خلال أعمال الطبيعة، لا الجيوش البشرية. وأُعيد التأكيد على وعد الربّ بالقتال بالنيابة عن شعبه المختار في كُتب العهد القديم (سفر التثنية 1:30).
وفقًا لما ذكره الباحث المتخصص في العهد القديم بيتر سي كريغ، فقد خاض الإسرائيليون أثناء الغزوات العسكرية لأرض الميعاد حروبًا حقيقية ضد أعداء بشريين حقيقيين؛ ومع ذلك، فقد كان الربّ هو مَن وهبهم النصر في معاركهم. كما يؤكد كريغ أن الربّ حدد نتيجة الأحداث البشرية عبر مشاركته من خلال هؤلاء البشر وأعمالهم؛ وبصورة جوهرية، فقد حارب الربّ بوساطة قتال شعبه. بمجرد تأمين أرض الميعاد، وازدهار دولة إسرائيل، لجأ الربّ إلى الحرب لحماية شعب إسرائيل أو معاقبتهم عبر سيطرته المُطلقة على الأمم لتحقيق أهدافه (سفر الملوك الثاني 18:9 إلى 18:12، وسفر إرميا 25:8 حتى 9، وسفر حبقوق 1:5 حتى 11). يعتبر يودر أنه طالما وثق بنو إسرائيل بالربّ واتبعوه، فإنه يبثّ قوته من خلال إسرائيل لطرد المحتلين من الأراضي التي أراد لهم الربّ احتلالها (سفر الخروج 23:27 إلى 33). وهكذا فلم يكن مستقبل إسرائيل معتمدًا على القوة العسكرية، بل على إيمانها وطاعتها للربّ كما يأمرها من خلال الشريعة والأنبياء.
يشرح جيكوب إينز أن الربّ أبرم ميثاقًا مع شعبه من بني إسرائيل، وفرض عليهم شروطًا أن يعبدوه وحده، وأن يلتزموا بقواعد الحياة الواردة في الوصايا العشر. عندما آمن بنو إسرائيل وأطاعوا الربّ، ازدهرت الأمة؛ وعندما تمردوا، أبلغهم الربّ عبر الأنبياء مثل حزقيال وإشعياء أنه مُعاقِبهم بالحرب (سفر إشعياء: 59:15 حتى 19). ووُظّفت الحربُ بغية الوصول إلى هدف الربّ النهائي المتمثل في إعادة السلام والاستقرار في كافة الأرض بقصد خلاص جميع الأمم مع مجيء المشيح والعهد الجديد. يصف جيكوب إينز أن خطة الربّ اقتضت استخدام أمة إسرائيل لتحقيق غرضٍ أسمى وهو أن تعمل وسيطًا بين جميع الأقوام والربّ. ويبسط العهد القديم كيفية مساعدة الربّ لشعبه من بني إسرائيل، حتى بعد تكرّر زلات الإيمان لدى بني إسرائيل، وهو ما يظهِر رحمة الربّ لا عقابه.
كما يوضح العهد القديم أن الربّ هو المانح الوحيد للحياة وأنه صاحب السيادة على حياة الإنسان. ويتمثّل دور الإنسان في كونه خليفة الربّ الذي يجب أن يبذل عنايته لكافة خلقه، ويشمل ذلك الحفاظ على الحياة البشرية. يشرح كريغ أن إعلان الربّ عن نفسه من خلال مشاركته في تاريخ البشرية يُطلق عليه تسمية «تاريخ الخلاص». والهدف الأساسي لمشاركة الربّ في التاريخ هو بهدف خلاص الإنسان. ينخرط الربّ في تاريخ البشرية بعمله عبر الناس في العالم الذي يحتاج إلى الخلاص، وهكذا فهو عالمٌ غير مثالي. كما يشترك الربّ في النشاط الحربي للبشر من خلال أشرارهم، لتحقيق غرضه في إيصال الخلاص إلى العالم.
تؤكد الدراسات التي أجراها العلماء فريدريش شفالي، ويوهانس بيدرسن، وباتريك دي ميلر، ورودولف سمند، وغيرهارد فون راد أن حروب إسرائيل في العهد القديم كانت بأمر إلهيّ من الربّ. وحدثت تلك المشاركة الإلهية في عالم يسوده رجالٌ أشرار والأفعال الآثمة كالحرب. وجاءت مشاركة الربّ عبر نشاط بشري آثمٍ كالحرب لغرض واحد هو الفداء والدينونة. إن مشاركة الربّ في حروب العهد القديم لا تبررها أو تجعلها ذات طبيعة مقدسة، بل تُفسّر بكونها خدمةٌ لبعث الأملِ في حالة اليأس. فالوصية السادسة «لا تقتل» (سفر الخروج 20:13) والمبدأ الأساسي الذي تقرّره هو أن احترام الحياة البشرية يجب أن يحظى بالأولوية. ويشير العهد القديم إلى مجيء زمنٍ تنقلب فيه أسلحة الحرب إلى أدوات سلام، والأمل في اكتمال ملكوت الله حيث تنتفي الحروب. يستدلّ وود بالكتب المقدسة كأسفار إشعياء وميخا (إشعياء 2: 4-2؛ 5:9؛ 11: 9-1؛ وميخا 4: 7-1) التي تعبر عن وجهة النظر ذات الطبيعة السلمية لخطة الربّ المتمثلة في إحلال السلام بدون عنف.